# Duda
La duda es un estado mental en el que la mente permanece suspendida entre dos o más proposiciones contradictorias y no está segura de ellas. La duda a nivel emocional es la indecisión entre la creencia y la incredulidad. Puede implicar incertidumbre, desconfianza o falta de convicción sobre ciertos hechos, acciones, motivos o decisiones. La duda puede dar lugar a retrasar o rechazar una acción relevante por preocupación por los errores o las oportunidades perdidas.
La duda puede proyectarse en los campos de la decisión y la acción, o afectar únicamente a la creencia, a la fe o a la validez de un conocimiento. Si le antecede una «verdad» convencionalmente aceptada, la duda implica inseguridad en la validez de ésta.
Cuando la duda se acepta como ignorancia puede ser fuente de conocimiento por el estudio y la crítica.
René Descartes es quien inaugura en la filosofía un movimiento tendente a esclarecer las ideas de otros filósofos. Se hizo la pregunta de si es posible un verdadero conocimiento entendiendo por tal aquel del cual no podemos tener la menor duda de su claridad. A partir de esto se establece la duda metódica como herramienta al permitirle dudar de todo cuanto existe; de este constante dudar logra establecer que puede dudar de todo menos de su yo que duda es decir de que su ego existe indubitablemente y ese ego tiene una base concreta en lo real (Véase: cogito ergo sum).

## Etimología
La palabra "duda" proviene del latín "dubita", que es el sustantivo derivado del verbo "dubitare", que significa "dudar" o "tener incertidumbre".
El verbo "dubitare" se forma a partir de dos partes:
"du-", que es una forma reducida de "duo", que significa "dos".
"-bitare", que proviene de "habitare" (de "habitare", que significa "permanecer" o "habitar"), pero en este contexto, está relacionado con la acción de estar en un estado de indecisión o alternancia, es decir, de estar "entre dos" opciones o posibilidades.
En conjunto, "dubitare" implica el acto de estar "en dos mentes" o de oscilar entre dos opciones, lo que da origen a la noción de "duda", o sea, incertidumbre o falta de decisión sobre algo. La palabra ha mantenido esa connotación de indecisión o falta de certeza a lo largo del tiempo, tanto en el ámbito filosófico como en el uso cotidiano.
Entonces, "duda" etimológicamente se refiere al estado de vacilación o incertidumbre entre dos o más posibilidades, reflejando la dificultad de tomar una decisión definitiva.

## En el Renacimiento
La duda científica hizo su aparición con los que llamamos los «filósofos». En el siglo XVII, el término filosófico abarcaba a lo que hoy llamaríamos «erudito», «científico», «matemático» o «físico». La ruptura proviene del desarrollo de aparatos de observación y medición (del tiempo, del ángulo, de la distancia, del peso, etc.), por parte de precursores como Copérnico (religioso), Tycho Brahe, Kepler , Giordano Bruno (religioso), Galileo (también religioso), cuyas observaciones, particularmente astronómicas, escrupulosamente anotadas y medidas, entraron en contradicción con las enseñanzas de la Iglesia romana.
De esta actitud de duda surgirá gradualmente la duda científica: las verdades de la Iglesia, por definición, son verdades reveladas y, por tanto, aceptadas. Sin embargo, en el siglo XVII, fue necesario mucho trabajo por parte de grandes mentes del humanismo para sacar del corpus religioso ciertas verdades que no tenían ninguna relación ontológica con la religión. En el centro de múltiples debates, las disputas en torno a la astronomía y la cuestión de si la Tierra o el Sol estaban en el centro del universo son las más conocidas y publicitadas.
La ciencia nace, por tanto, de esta confrontación entre las observaciones de los hombres de ciencia, la publicación de estas medidas (como las tablas periódicas de los planetas) y, inicialmente, de las verdades que la Iglesia había integrado en su enseñanza durante casi mil años, pero que, de proceso en proceso, luego en riñas, disputas, polémicas, conducirá a la separación de lo que concierne a la religión y lo que los hombres de la época llamaban filosofía natural y que nosotros llamamos ciencias.

## Duda escéptica
El escepticismo, en un sentido amplio, es generalmente cualquier actitud de duda hacia el conocimiento de algo, sea esto: hechos, opiniones o creencias declaradas como hechos, o de duda respecto de afirmaciones que son tomadas por supuestos en otra parte.

## Duda cartesiana
Los argumentos escépticos que enfrenta Descartes parecen estrambóticos, vistos desde la vida cotidiana y el sentido común. Pero Descartes no parece haber confundido el conjunto de creencias y convicciones que a las claras parecen indispensables para orientarnos en la práctica, con los criterios de la investigación filosófica. Esto puede apreciarse en la distinción que establece Descartes, entre las Reglas del Método (Discurso, 3) y las Reglas de la «moral provisional» (Discurso, 1).
La investigación, que es una tarea práctica y se desarrolla en el ámbito general de la vida, tiene el propósito de servir a ésta, pero sería insensato esperarlo antes de que ella misma alcance algunos resultados razonablemente confiables. Entre tanto, para desarrollarse, la investigación consiste en someter a examen una porción enorme de lo que llamamos «sentido común», incluyendo aquí muchas ideas conforme a las cuales (todo parece indicarlo) habremos de vivir mientras la investigación misma se desenvuelve. Pero no se trata de interrumpir la práctica y la vida para permitir la investigación, así como tampoco de hacer pasar como «resultados», unas meras modas intelectuales (la doctrina de la secta donde nos educamos, o cualquier otro producto de la confusión). El proyecto cartesiano fue el de examinar esas ideas, entre otras, en busca de fundamentos filosóficamente válidos.
Los argumentos escépticos (encaminados a introducir dudas) que Descartes considera en las Meditaciones Metafísicas, han sido tomados en su totalidad de Platón (Cratilo y Teetetes). Estos argumentos constituyen un instrumento de investigación, y en primer lugar deben evaluarse conforme a si son o no inteligibles, y si una vez aceptados, serían en principio susceptibles de discutirse (pues de lo contrario, serían incompatibles con la actividad de investigación). Si ambas condiciones se cumplen, los argumentos son útiles a la empresa filosófica en opinión de Descartes (precisamente como instrumentos de investigación). Para más tarde, dentro de la investigación cartesiana, quedaría juzgar si realmente no tenemos razón alguna que permita descartarlos.

## Duda intima y duda psíquica
La primera duda es la autoduda. Sensación de ir por mal camino, de la que no podemos dar la prueba ni la causa, y que escapa al análisis. La duda es una intuición desestabilizadora, una serie de preguntas sobre los fundamentos, una serie que se alimenta de sí misma. La duda personal, mucho antes que la científica, es dolorosa en tanto que es reflexiva: la duda científica se ejerce sobre las ideas expuestas por otros, la duda íntima mina necesariamente la confianza, influye en la vida cotidiana, en la exactitud de los gestos, del trabajo o de la palabra. En general, el ser humano lo odia porque entra en un ciclo inestable y peligroso. Al mismo tiempo, en la medida en que el ser puede evolucionar, la duda es la compañera obligada de esta evolución: sin cuestionar las certezas del ser, no puede haber motivación, ni crítica digna... La duda es entonces el lugar mismo de la prueba que es una evolución personal.[cita requerida]

## Teología

Incredulidad de Tomás de Caravaggio.

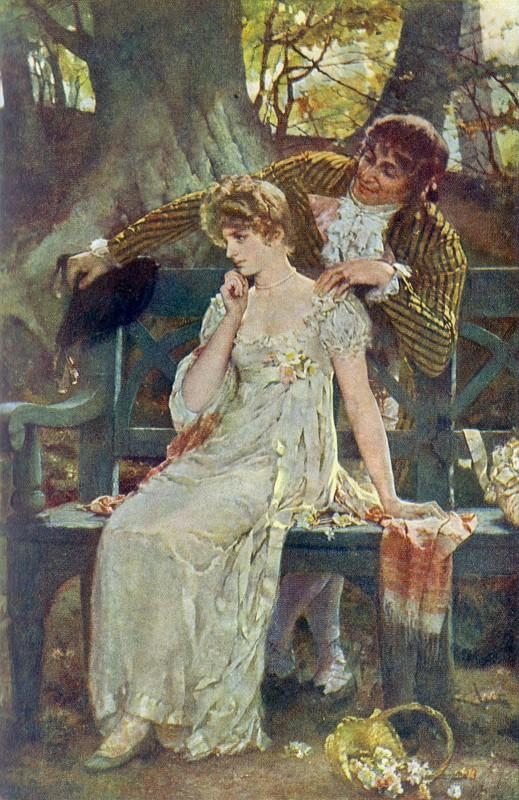
Dudas, de Henrietta Rae, 1886.

La duda como camino hacia una creencia (más profunda) se encuentra en el corazón de la historia de Santo Tomás Apóstol. Nótese a este respecto las opiniones teológicas de Georg Hermes:

... el punto de partida y el principio fundamental de toda ciencia, y por tanto también de la teología, no es sólo la duda metódica, sino la duda positiva. Uno sólo puede creer lo que ha percibido como verdadero a partir de fundamentos razonables, y en consecuencia debe tener el valor de seguir dudando hasta que haya encontrado fundamentos fiables que satisfagan a la razón.

La duda sobre la existencia de dios(es) puede ser la base del agnosticismo (la creencia de que no se puede determinar la existencia o no existencia de dios(es). También puede ser la base de otras formas de escepticismo, como el pirronismo, que no adoptan una postura positiva con respecto a la existencia de dios(es), sino que siguen siendo negativas. Alternativamente, la duda sobre la existencia de dios(es) puede llevar a la aceptación de una religión en particular: compárese con la apuesta de Pascal. La duda sobre una teología específica, escritural o deísta, puede poner en tela de juicio la verdad del conjunto de creencias de esa teología. Por otro lado, la duda sobre algunas doctrinas pero la aceptación de otras puede llevar al crecimiento de la herejía y/o la escisión de sectas o grupos de pensamiento. Así, los protoprotestantes dudaron de la autoridad papal y la sustituyeron por métodos alternativos de gobierno en sus nuevas (pero todavía reconociblemente similares) iglesias.
Los existencialistas cristianos como Søren Kierkegaard sugieren que para que uno realmente tenga creencia en Dios, también tendría que dudar de sus creencias sobre Dios; la duda es la parte racional del pensamiento de una persona implicada en sopesar la evidencia, sin la cual la creencia no tendría sustancia real. Creer no es una decisión basada en pruebas de que, por ejemplo, ciertas creencias sobre Dios son ciertas o de que cierta persona es digna de amor. Ninguna prueba de ese tipo podría ser suficiente para justificar pragmáticamente el tipo de compromiso total que implica la creencia teológica verdadera o el amor romántico. De todos modos, creer implica asumir ese compromiso. Kierkegaard pensaba que creer es al mismo tiempo dudar.

## La duda en el ámbito de la ley

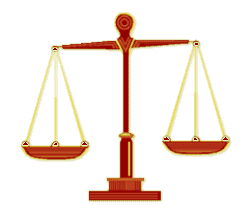
La balanza de la justicia.

La mayoría de los casos penales en un sistema acusatorio requieren que la fiscalía demuestre sus alegaciones más allá de toda duda razonable, una doctrina también llamada "carga de la prueba". Esto significa que el Estado debe presentar proposiciones que excluyan la "duda razonable" en la mente de una persona razonable en cuanto a la culpabilidad del acusado. Puede persistir alguna duda, pero sólo en la medida en que no afecte la creencia de una "persona razonable" en la culpabilidad del acusado. Si la duda planteada afecta la creencia de una "persona razonable", el jurado no está satisfecho más allá de una "duda razonable". La jurisprudencia de la jurisdicción aplicable suele definir el significado preciso de palabras como "razonable" y "duda" para tales fines.

## Duda y psicología
El refuerzo negativo parcial o intermitente puede crear un clima efectivo de miedo y duda.

## Duda y ciencia
Dudar de todo o creerlo todo son dos soluciones igualmente convenientes; ambas prescinden de la necesidad de la reflexión.

—Henri Poincaré, Ciencia e hipótesis (1905) (de la edición abreviada de Dover de 1952)

El método científico puede cuantificar la duda y la utiliza para determinar si es necesario realizar más investigaciones. Isaac Asimov, en su colección de ensayos de 1962 Fact and Fancy, describió la ciencia como un sistema para provocar y resolver dudas inteligentes.
Charles Sanders Peirce consideraba que la duda era el punto de partida de cualquier investigación científica. Karl Popper utilizó la duda científica como una herramienta esencial: los científicos que trabajaban en el paradigma popperiano dudaban de cualquier teoría tan profundamente que se esforzaban por refutarla.